# تور هينينج هامر
تور هينينج هامر (بالنرويجية البوكمول: Tor Henning Hamre)‏ هو لاعب كرة قدم نرويجي، ولد في 24 أبريل 1979 في فليكفيورد في النرويج. لعب مع نادي فلورا ونادي فوليرينغا ونادي هرفوليه.

## وصلات خارجية
- تور هينينج هامر على موقع اتحاد النرويج (النرويجية)
- تور هينينج هامر على موقع قاعدة بيانات كرة القدم.إي يو (الإنجليزية)
- تور هينينج هامر على موقع عالم كرة القدم.نت (الإنجليزية)